# José Orlando Pérez
José Orlando Pérez Castillo (Cúcuta, Colombia; 14 de abril de 1997) es un futbolista colombiano. Juega de defensa y su equipo actual es Técnico Universitario de la Serie A de Ecuador.

## Estadísticas

### Clubes
Actualizado al último partido disputado el 4 de diciembre de 2023.
| Club                            | Div.          | Temporada     | Liga  | Liga  | Copas nacionales | Copas nacionales | Copas internacionales | Copas internacionales | Total | Total |
| Club                            | Div.          | Temporada     | Part. | Goles | Part.            | Goles            | Part.                 | Goles                 | Part. | Goles |
| ------------------------------- | ------------- | ------------- | ----- | ----- | ---------------- | ---------------- | --------------------- | --------------------- | ----- | ----- |
| Cúcuta Deportivo · Colombia     | 2.ª           | 2018          | 2     | 0     | 1                | 0                | —                     | —                     | 3     | 0     |
| Cúcuta Deportivo · Colombia     | 1.ª           | 2019          | 7     | 1     | 6                | 0                | —                     | —                     | 13    | 1     |
| Cúcuta Deportivo · Colombia     | 1.ª           | 2020          | 8     | 1     | —                | —                | —                     | —                     | 8     | 1     |
| Cúcuta Deportivo · Colombia     | Total club    | Total club    | 17    | 2     | 7                | 0                | 0                     | 0                     | 24    | 2     |
| Jaguares de Córdoba · Colombia  | 1.ª           | 2021          | 13    | 1     | 4                | 0                | —                     | —                     | 17    | 1     |
| Jaguares de Córdoba · Colombia  | 1.ª           | 2022          | 11    | 0     | 3                | 0                | —                     | —                     | 14    | 0     |
| Jaguares de Córdoba · Colombia  | Total club    | Total club    | 24    | 1     | 7                | 0                | 0                     | 0                     | 31    | 1     |
| Cúcuta Deportivo · Colombia     | 1.ª           | 2022          | 10    | 0     | —                | —                | —                     | —                     | 10    | 0     |
| Cúcuta Deportivo · Colombia     | 1.ª           | 2023          | 12    | 1     | 3                | 0                | —                     | —                     | 15    | 1     |
| Cúcuta Deportivo · Colombia     | Total club    | Total club    | 22    | 1     | 3                | 0                | 0                     | 0                     | 25    | 1     |
| Técnico Universitario · Ecuador | 1.ª           | 2023          | 3     | 0     | —                | —                | —                     | —                     | 3     | 0     |
| Técnico Universitario · Ecuador | 1.ª           | 2024          | 0     | 0     | 0                | 0                | 0                     | 0                     | 0     | 0     |
| Técnico Universitario · Ecuador | Total club    | Total club    | 3     | 0     | 0                | 0                | 0                     | 0                     | 3     | 0     |
| Total carrera                   | Total carrera | Total carrera | 66    | 7     | 17               | 0                | 0                     | 0                     | 83    | 4     |
| 1. 2.                           |               |               |       |       |                  |                  |                       |                       |       |       |

## Palmarés

### Campeonatos nacionales
| Título              | Club             | País     | Año  |
| ------------------- | ---------------- | -------- | ---- |
| Categoría Primera B | Cúcuta Deportivo | Colombia | 2018 |